# Double concerto pour violon et violoncelle de Glass
 (juin 2019).
Le Double concerto pour violon et violoncelle est une œuvre musicale composée par le compositeur américain Philip Glass, en 2010, à la demande du Netherlands Dance Theather. La première a lieu le 22 avril avec l'Orchestre philharmonique de La Haye, sous la direction de Jurjen Hempel. Lors de cette représentation la partie violon solo est confiée à Cecilia Bernardini et celle de violoncelle à Maarte-Maria den Herder. En réalité le concerto avait été originellement composé pour la violoniste Maria Bachmann et la violoncelliste Wendy Sutter. 
Ce concerto est dans la pure tradition de la musique minimaliste prônée par Philip Glass, avec des structures répétitives tant rythmiques que mélodiques, qui viennent hanter l'œuvre. 
La forme du concerto est unique et rompt avec la tradition de composition d'un concerto. En effet, Glass n'hésite pas à placer des duos entre les mouvements orchestraux. Ainsi, après un lent duo d'ouverture, l'orchestre rentre pour un premier mouvement rapide et énergique. Un nouveau duo lent, sépare le premier et le deuxième mouvement orchestral, qui démarre relativement lentement et qui, dans un crescendo, s'accélère pour arriver à une danse joyeuse pour les deux concertistes. Après l'apogée du deuxième mouvement, un troisième duo démarre doucement avant de s'affoler. Glass ne conclut pas son concerto avec son troisième mouvement, mais l'achève avec un quatrième et dernier duo déchirant d'émotion.
L'unique version disponible sur internet est postée sur YouTube. Elle fut interprétée le 5 octobre 2018 à la Grande salle Pierre Boulez de la Philharmonie de Paris, par l'Orchestre philharmonique de Radio France sous la direction de Mikko Franck, avec Gidon Kremer (violon) et Giedre Dirvanauskaitė (violoncelle).